# David Engels
 (mai 2023).
Pour les articles homonymes, voir Engels (homonymie).
David Engels (né le  27 août 1979 à Verviers) est un historien belge, professeur de recherche à l'Instytut Zachodni à Poznań et professeur à l'Institut catholique de Vendée, après avoir été professeur à l'Université libre de Bruxelles.

## Biographie

### Historien de l’Antiquité gréco-romaine
David Engels, originaire de la Communauté germanophone de Belgique, réalise des études d’histoire, de philosophie et de sciences économiques à l’École supérieure polytechnique de Rhénanie-Westphalie à Aix-la-Chapelle (RWTH) de 1997 à 2002.
Après avoir bénéficié d’une bourse de la Studienstiftung des deutschen Volkes, il soumet en 2005 une thèse doctorale portant sur la divination romaine et intitulée Das römische Vorzeichenwesen (753–27 v.Chr.). Quellen, Terminologie, Kommentar, historische Entwicklung (La divination romaine (753-27 ACN). Sources, terminologie, commentaire, mise au point historique), thèse défendue en 2006 et publiée en 2007. À partir de 2005, Engels exerce la charge d’assistant à la chaire d’histoire ancienne de la RWTH-Aachen, dirigée par Raban von Haehling. En 2008, il est nommé titulaire de la chaire d’histoire romaine à l’Université libre de Bruxelles (ULB). En 2009, il devient également rédacteur de la section d’histoire romaine de Latomus. Revue d’études latines, dirigée à l’époque par Carl Deroux, puis est désigné rédacteur en chef et, de 2012 à 2017, directeur général de l’institution. Engels se spécialise dans le domaine de l’histoire de la religion romaine et des institutions de l’empire des Séleucides, mais est également actif dans l’histoire des réceptions de l’Antiquité et de la philosophie de l’histoire. Il s'exprime régulièrement dans la presse francophone et germanophone sur des questions d'actualité européennes, notamment chez Atlantico, dans Le Vif/L'Express, chez "Cicero", "Cato" ou la "Tagespost".
De 2007 à 2008, il dirige, avec Carla Nicolaye, un projet de recherche interdisciplinaire sur la symbolique culturelle de l’abeille de l’Antiquité à nos jours, finalisé en 2008 avec la publication des résultats sous le titre Ille operum custos. Kulturgeschichtliche Beiträge zur antiken Bienensymbolik und ihrer Rezeption. En 2008, Engels prend, avec Lioba Geis et Michael Kleu, la direction d’un autre projet de recherche, consacré cette fois aux diverses formes d’exercice du pouvoir en Sicile, publié en 2010 sous le titre Zwischen Ideal und Wirklichkeit. Herrschaft auf Sizilien von der Antike bis zum Spätmittelalter. En 2009 finalement, Engels supervise, avec Didier Martens et Alexis Wilkin, un projet de recherche localisé à l'ULB et consacré au phénomène culturel de la « destruction » (La destruction dans l'histoire. Pratiques et discours), finalisé en 2013 avec la publication d'un ouvrage thématique réunissant les contributions des divers collaborateurs. Dans la suite du premier Belgian Workshop in Ancient History, organisé à la fin de 2010 et consacré à la compétition entre les religions de l'Antiquité, Engels publie en 2014 avec Peter Van Nuffelen l'ouvrage collectif résultant des diverses présentations. En 2015, il publie un ouvrage collectif consacré aux conceptions biologistes et cycliques dans la philosophie de l'histoire (Von Platon bis Fukuyama), livre issu d'un cycle de conférences organisé par Engels à l'Université libre de Bruxelles. Engels est également impliqué dans les recherches sur l'histoire régionale et édite, en 2015, avec Carlo Lejeune, le premier volume de Grenzerfahrungen, une histoire de la Communauté germanophone (époques Antiquité et Moyen Âge). En 2017, Engels publie, dans la série Studia Hellenistica, sous le titre de Benefactors, Kings, Rulers, une série d'études consacrées à l'empire séleucide; ouvrage thématiquement lié au volume collectif Rome and the Seleukid East qu'il édite en 2019 avec Altay Coşkun.

### Essayiste et recherches sur l’identité européenne
En 2013, Engels publie, aux éditions du Toucan, une monographie ancrée dans la tradition historique d’Oswald Spengler et d’Arnold Toynbee et consacrée à la crise identitaire actuelle de l’Union européenne. Dans son essai, intitulé de manière programmatique Le Déclin, Engels compare systématiquement, à l’aide de douze indicateurs, divers aspects de la construction de l’identité collective de l’Union européenne avec des symptômes de crise de la République romaine tardive. Le livre devient un certain succès de librairie et lance un vif débat sur l'actualité de l'Antiquité romaine pour l'importance de l'Europe contemporaine. Une traduction allemande rédigée par l'auteur et largement augmentée paraît en 2014 chez Europa Verlag Berlin et est élue « meilleur essai septembre 2014 » par le Süddeutsche Zeitung et le Norddeutscher Rundfunk; en 2017 paraissent des traductions croate et hongroise. De son côté, Philippe Arnaud, critique au journal Le Monde, conclut sur cet essai que : « Si le repli sur soi n'est pas la solution, l'Europe, suggère David Engels, doit assumer de façon critique son héritage et ses traditions, plutôt que de les occulter. En jargon d'aujourd'hui, cela s'appelle le "soft power". Une autre façon de dire que l'Europe n'est ni une frontière, ni un laboratoire, mais un espace politique qu'il s'agit de penser et de bâtir. »,,.
En 2017, analysant l'évolution récente de l'Europe, Engels avance que « nous n’avons aucune chance d’éviter une guerre civile ». Selon lui, cette guerre civile prendrait la forme de « banlieues qui échappent au contrôle de l’État. Avec des territoires où règnent des groupes paramilitaires, ethniques ou religieux. Avec une criminalité galopante. Avec une faillite économique et un total immobilisme politique. » Il avance que « les principaux partis allemands ne veulent pas admettre la pauvreté croissante, la perturbation culturelle et politique croissante et la perte de confiance dans la démocratie. » Cette situation serait comparable à celle de la fin de la République romaine. Et, en 2018, il situe la crise des gilets jaunes en France comme participant de la même évolution.
L'intérêt pour une vision cyclique de l'Histoire et pour le philosophe Oswald Spengler se manifeste aussi en 2018 dans l'édition, avec l'économiste Max Otte et le politologue Michael Thöndl, d'un volume collectif intitulé Der lange Schatten Oswald Spenglers, commémorant le centième anniversaire de la publication du Déclin de l'Occident. Ce volume est le premier produit de la Oswald Spengler Society, fondée en 2017 par les trois éditeurs et dont Engels est le président. La Spengler Society attire l'attention d'un public plus large en 2018 quand elle décerne le premier "Spengler Prize" à l'écrivain Michel Houellebecq et publie les discours tenus à cette occasion en 2019. En 2020, sous la direction d'Engels, le premier volume de la revue scientifique de la "Société Spengler" a été publié, suivi en 2021 par une large collection d'essais choisis de la plume d'Engels sur l'œuvre, l'interprétation et la réception d'Oswald Spengler, publiée par le Kohlhammer-Verlag.
À partir de 2018, Engels prend congé de sa chaire bruxelloise afin de pouvoir accepter la proposition de travailler en tant que professeur de recherche à l'Instytut Zachodni à Poznań, où il est responsable pour l'analyse de l'histoire intellectuelle de l'Occident, de l'identité européenne et des relations germano-polonaises. Dans ce contexte, il édite, en 2019, le volume collectif Renovatio Europae, destiné à esquisser les contours d'une réforme conservatrice des institutions européennes, et dans lequel il introduit pour la première fois le terme "Hespérialisme", défini comme une combinaison entre patriotisme européen et conservatisme culturel. Quelques semaines après, Engels publie comme complément à Renovatio Europae le petit livre Que faire, dont le titre fait écho à celui de l'ouvrage homonyme Que faire ? de Tchernychevski. Alors que Renovatio Europae tente de s'adresser aux problèmes collectifs de l'Europe, Que faire se veut un genre de vadémécum individualiste montrant, selon les mots de l'auteur dans une interview donnée au Figaro, « comment nous, amoureux de l’Occident, de son histoire, de son patrimoine et de ses traditions, pouvons faire pour rester fidèle, dans un monde post-européen, à nos convictions intimes, et pour les léguer à nos descendants ». Dans la continuation de Renovatio Europae, Engels publie, en 2022, le volume collectif Europa Aeterna; tentative d'assoir l'unification européenne sur une base identitaire censée compléter les valeurs universalistes formulées dans le Traité de Lisbonne.
Depuis 2018, Engels tente de développer de plus en plus son propre système de morphologie historique inspiré à la fois par Hegel, par Spengler et par Hösle, présenté pour la première fois devant un public plus large en 2022 à l'Institut de France lors d'une conférence invitée. Il devient un essayiste néo-conservateur connu dans les milieux d’extrême-droite européens.
En 2024, il est professeur à l'Institut catholique de Vendée.